# Indios de Guantánamo
Uniformes
Indios de Guantánamo est un club cubain de baseball évoluant en championnat de Cuba de baseball. Fondé en 1977, le club basé à Guantánamo, dispute ses matchs à domicile à l'Estadio Nguyen Van Troi, enceinte de 14 000 places assises.

## Histoire
Le palmarès des Indios est encore vierge. La dernière participation en séries finales remonte à la saison 1998-1999. Le parcours s'arrêta en demi-finales face aux futurs champions, les Avispas de Santiago de Cuba.